# Josef Frank (Tsjecho-Slowaaks politicus)

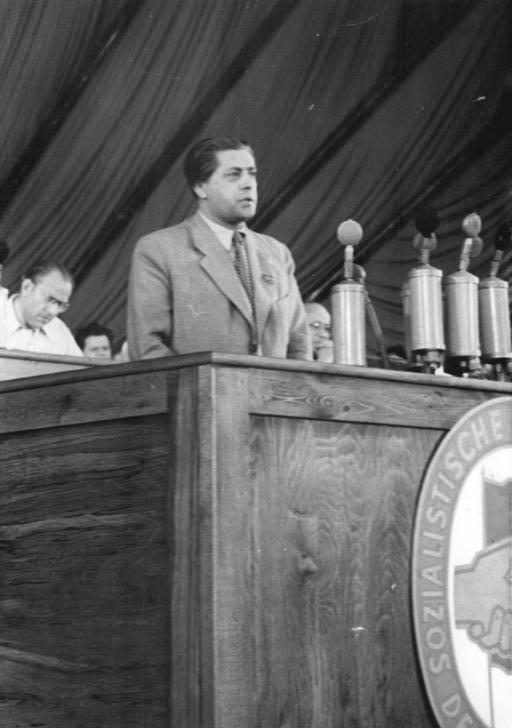
Josef Frank tijdens het derde partijcongres van de SED (1950).

Josef Frank (Plumlov (Moravië), 15 februari 1909 - Praag, 3 december 1952) was een Tsjecho-Slowaaks communistisch politicus en vakbondsleider.

## Biografie
Frank sloot zich in 1926 aan bij de Communistische Partij van Tsjechoslowakije (KSČ). In 1939 werd hij door de Gestapo opgepakt en naar het concentratiekamp Buchenwald gebracht, waar hij tot 1945 verbleef. Na zijn bevrijding werd hij lid van het Centraal Comité en het Politbureau van de communistische partij. In 1948 werd hij verkozen tot vice-secretaris-generaal van het Centraal Comité. Drie jaar later werd hij gearresteerd, aangeklaagd en uit de partij verbannen. Na een showproces, dat zich met name richtte op de voormalige secretaris-generaal van de partij Rudolf Slánský, werd hij wegens vermeende banden met de SS veroordeeld tot de doodstraf. Op 3 december 1952 werd Frank in Praag opgehangen.
Op 29 april 1968 werd Frank postuum onderscheiden met een Gouden Ster van een Held van de CSSR.
In 1976 ging het door Howard Brenton geschreven politieke toneelstuk Weapons of Happiness in première, met Frank als centrale figuur.
- Nationale Bibliotheek van Tsjechië: jk01031733
- Virtual International Authority File: 83711396